# Eszék ostroma (1526)
Eszék ostroma 1526. július 5. és augusztus 14. között tartott. A várat a törököktől védték magyar és horvát katonák, de mihelyst a szultáni sereg beérkezett, a védők kiürítették a várat.

## Előzmények
1526-ban I. Szulejmán nagy hadjáratra indult a Magyar Királyság ellen. A védelem megszervezését az egész háború alatt hanyagolt a magyar hadvezetés, ennek tudható be, hogy 1521-ben Nándorfehérvár és Szabács, 1522-ben Knin és Szkardona elesett. További kisebb várak harc nélkül adták meg magukat.
Eszék (ma Osijek) várát néhány száz katona védte. Július 2-a körül az esztergomi érsek, Szalkai László 200 katonát küldött, hogy vár előtti átkelőt megerősíthessék. A szekszárdi apát további száz, a pécsi püspök 87 lovast vonult. Egy másik magyar hadtest, Ráskay Gáspár és Török Bálint vezetésével is a vár alatt táborozott le. A Baranya vármegyei csapatok nem vonultak ki, ők a király táborába készülődtek.

## A harcok
Szulejmán serege július 5-re hidat veretett Nándorfehérvár alatt. Az átkelő csapatok Eszék és a drávai rév ellen.

A szultáni sereg ezalatt Szalánkeménig menetelt, amelyet a lakosság és a katonaság 1521 óta elhagyott volt. Itt július 9-ig táborozott az oszmán fősereg, de nem tapasztalt semmilyen számottevő csapatmozgást ellenfele részéről, sőt a szultán megtudta, hogy a király még mindig Budán vesztegel, a horvát csapatok pedig Zágrábnál.
Mialatt Eszéknél a kisebb csatározások folytak a török Péterváradot kezdte ostromolni. Egyheti harc után Újlak is elesett. Közben kisebb erősségek augusztus folyamán, így Szávaszentdemeternél Dimitrofcsa (ma Mitrovica, Szerbia), Cserög (ma Čerević), Racsa (ma Sremska Rača), Berkasz (Barka), Gurguricsa, Nogaj, Dunabökény (ma Mladenovo), Szata (ma Sotin, Horvátország), Valkó (Vukovár), Borovó, Ireg és Erdőd (ma Erdut) harc nélkül került az oszmánok kezére.
Augusztus 14-én beérkeztek a szultáni had előőrsei. A nagy túlerő miatt a révtől a horvát-magyar csapatok visszavonultak. Eszék sem vállalta a reménytelennek tűnő ellenállását és kivonult a várból.

A szultán nem sokkal később érkezett meg, de nem láttak sehol magyar csapatokat a Dráva mások oldalán.

## További események
Ugyanezen a napon Tomori Pál erői az Alföldről jövet átkelt a Dunántúlra, s az eszéki rév védelmére vonult. Tolnából szintén csapatok indultak a Dráva felé. A király sereg is útra kelt, de Bátán ismét tábort ütött és nyolc napig ott is maradt.
Szulejmán 15-én adta parancsba a híd építését. Ekkor egy kisebb felderítő csapata, úgy húszan-harmincan bukkantak fel, de hamar elvonultak. Ezalatt a szultán és Pargali Ibrahim nagyvezír felügyelték a híd építését a Dráva jobb partján és másnap egy csapat török átkelt a folyón túlsó partjára, ahol szilárdan megvették a lábukat.
Az átkelést a fősereg augusztus 17-én kezdte meg, de a híd csak két nap múlva készült el teljesen.

Tomori azt tervezte, hogy erős állást foglal a híd előtt és nem engedi áttörni az oszmán csapatokat, de Pétervárad eleste után északnyugatnak vonult a Duna túlpartjára. Kurd belgrádi vajda egy darabig üldözte, néhány emberét el is fogta, de Tomori a krassói csatában, szekértáborban augusztus 24-én kisebb győzelmet aratott a törökökön.
A szultán az átkelést követően a hidat elpusztította.